# Dorsale (Tunesien)

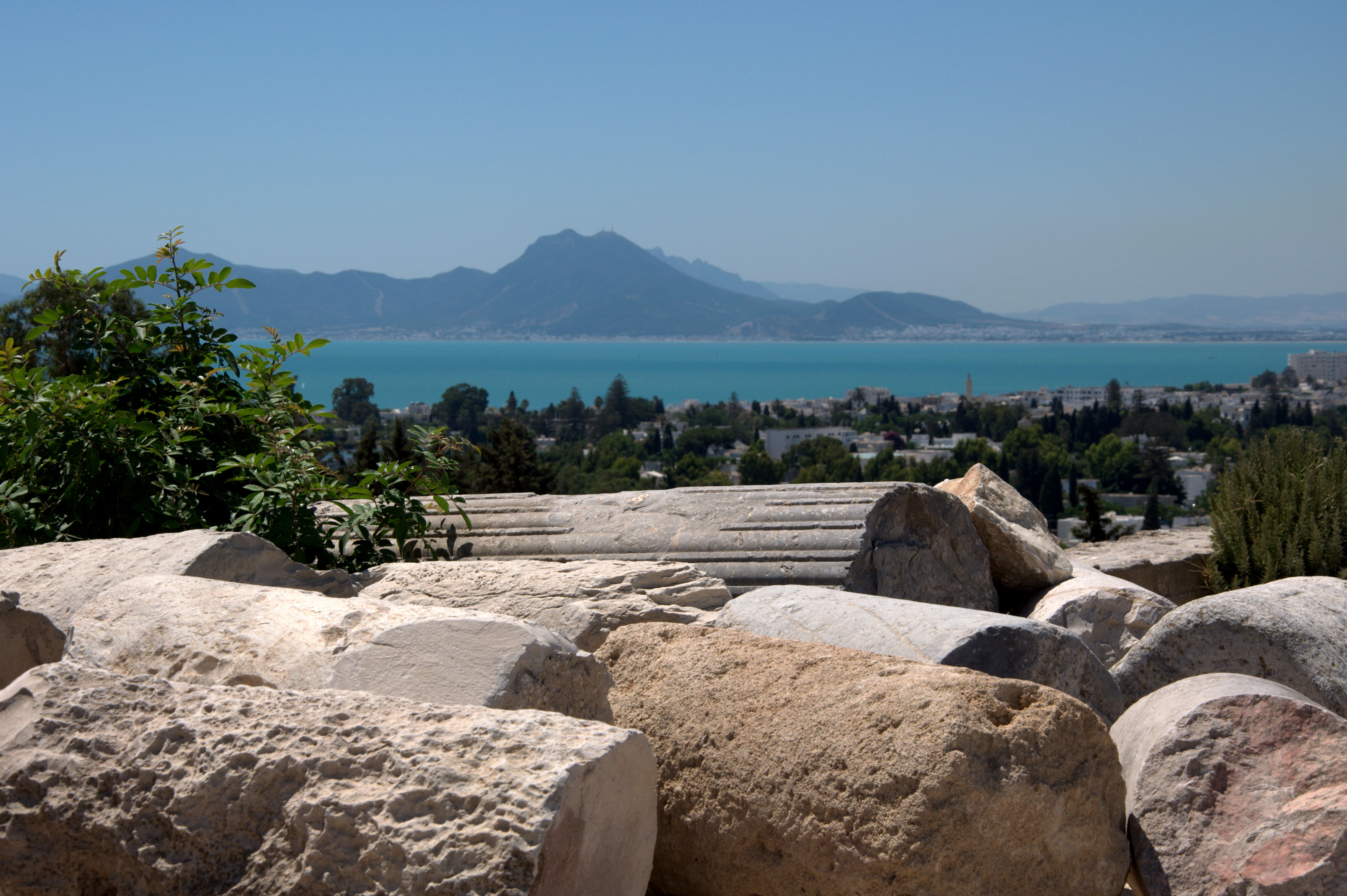
Blick über die Säulen von Karthago und den Golf von Tunis auf den Djebel Boukornine

Die Dorsale ist der nordöstliche Teil des Tellatlas-Gebirges, welcher von Algerien in Richtung Nordosten bis zum Cap Bon ausläuft. In ihr findet man die höchsten Berge Tunesiens, wie beispielsweise den Djebel Chambi (1544 m) im Südwesten oder den Djebel Zaghouan (1295 m) im Nordosten.

## Landschaft
Der vielgliedrige Gebirgsrücken der Dorsale besitzt eine Gesamtlänge von etwa 220 Kilometern. Da sie kein zusammenhängendes Kettengebirge bildet, wird sie in drei geomorphologische Bereiche unterteilt: Das sind die nördliche Dorsale zwischen der Moghrane-Ebene und der Boukornine-Erhebung westlich von Soliman, die zentrale Dorsale zwischen den Ortschaften Zaghouan und Maktar sowie die südwestlichen Dorsale-Ausläufer, die kleine separierte Gebirgsrücken darstellen. Manche Auffassungen gehen davon aus, dass nur der nördliche und zentrale Teil als Dorsale zu bezeichnen ist. Strittig ist auch die Zuordnung des Gebirgsrückens auf der Halbinsel Cap Bon, obwohl er in derselben Streichrichtung des Gebirgsrückens liegt.
Zwischen den schroffen Bergen dominiert hügeliges Ackerland. Dort wird hauptsächlich Getreideanbau betrieben; daneben gibt es Ölbaumplantagen und Weinanbau. Der durch jahrhundertelange menschliche Nutzung einhergegangene Verlust an Wald- und Buschvegetation hat zunehmende Probleme erzeugt. Das wurde bereits während des französischen Protektorats erkannt und man begann durch den damaligen Service des Eaux et Forêts mit umfangreichen Aufforstungsaktivitäten, die bis in die Neuzeit anhalten und eine Forstwirtschaft ermöglichen. Im Süden der Dorsale breitet sich Grasland aus.

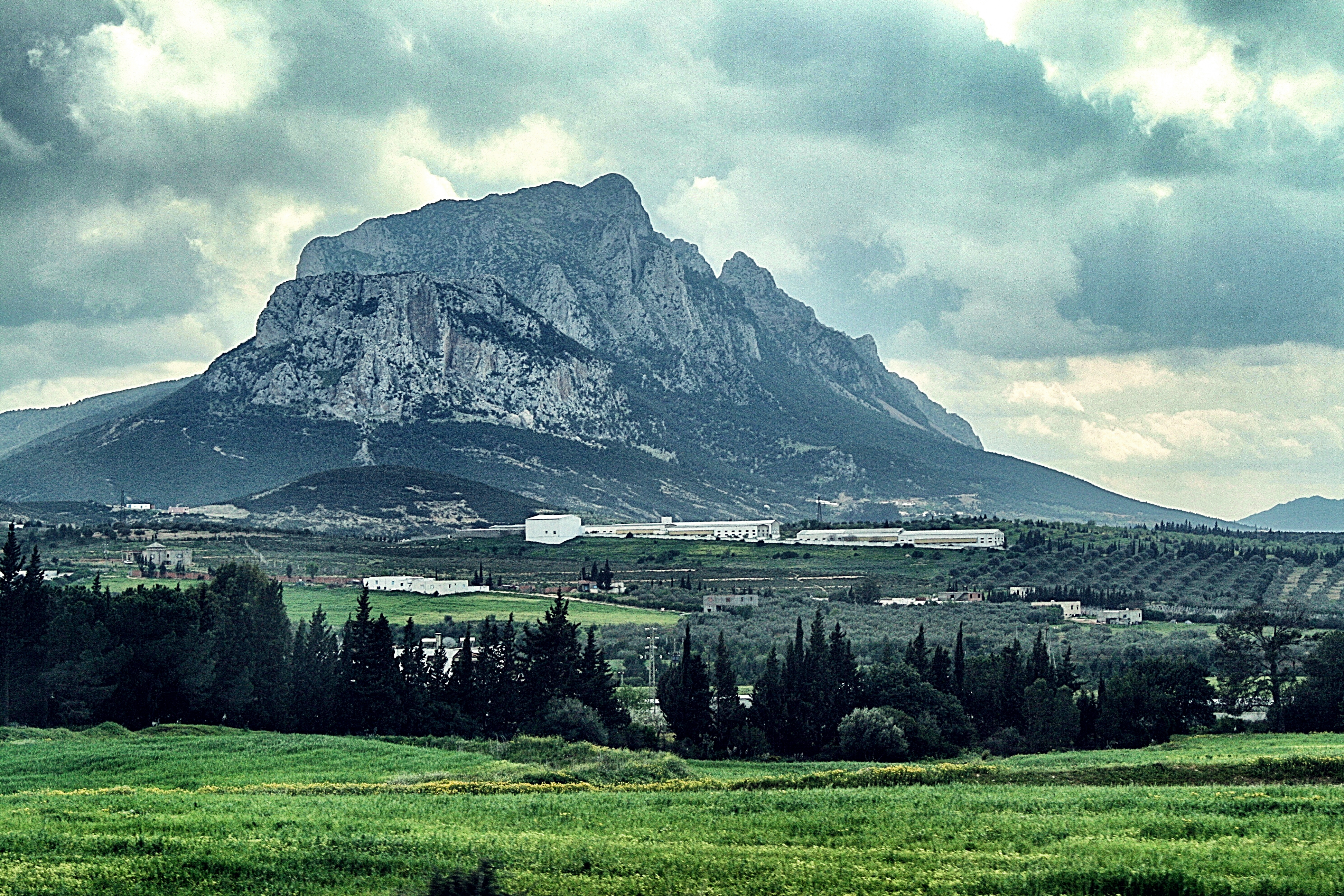
Weinfelder bei Mornag mit Djebel Ressas
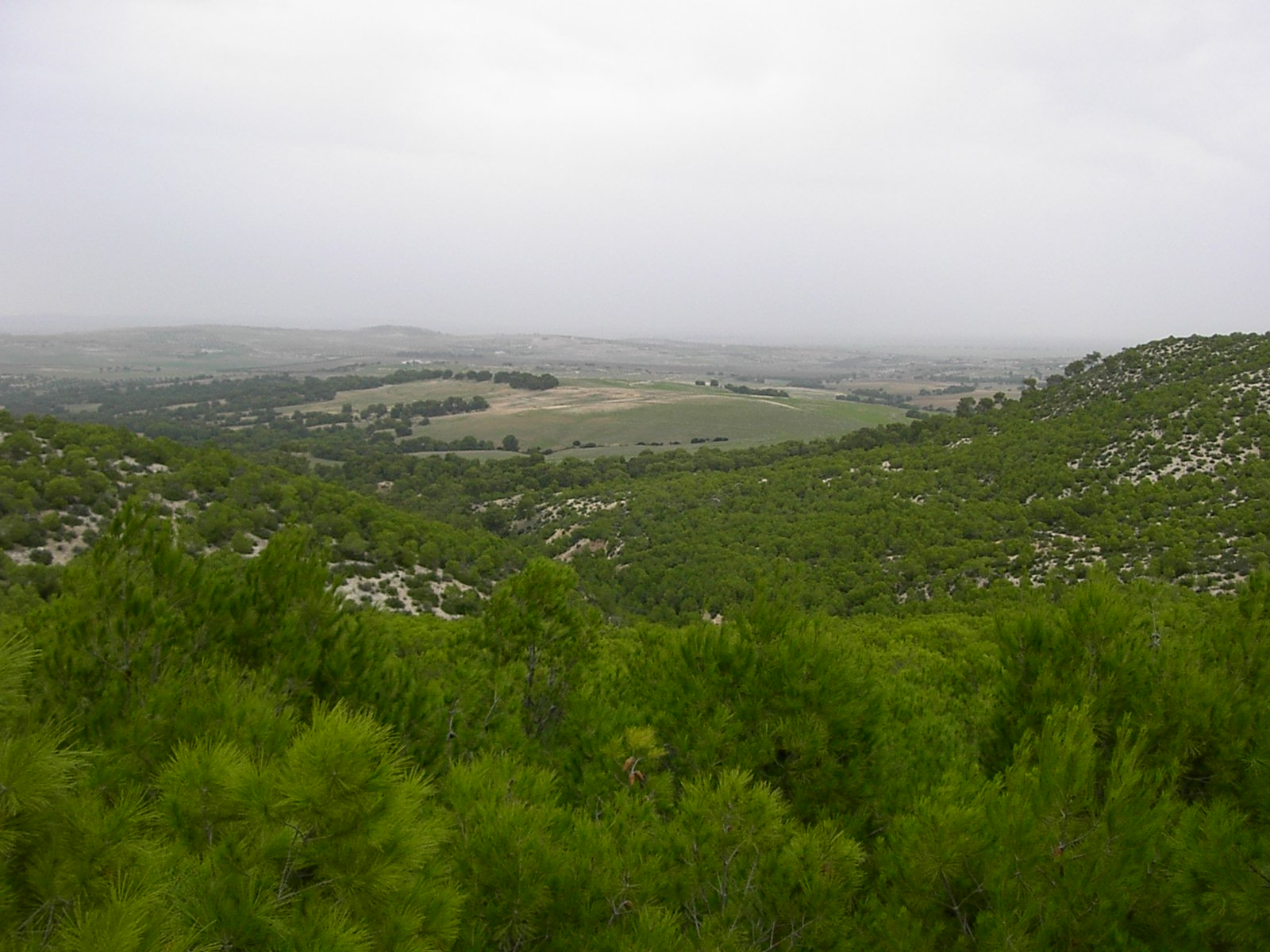
Karstabhänge am Djebel Mansour bei El Fahs
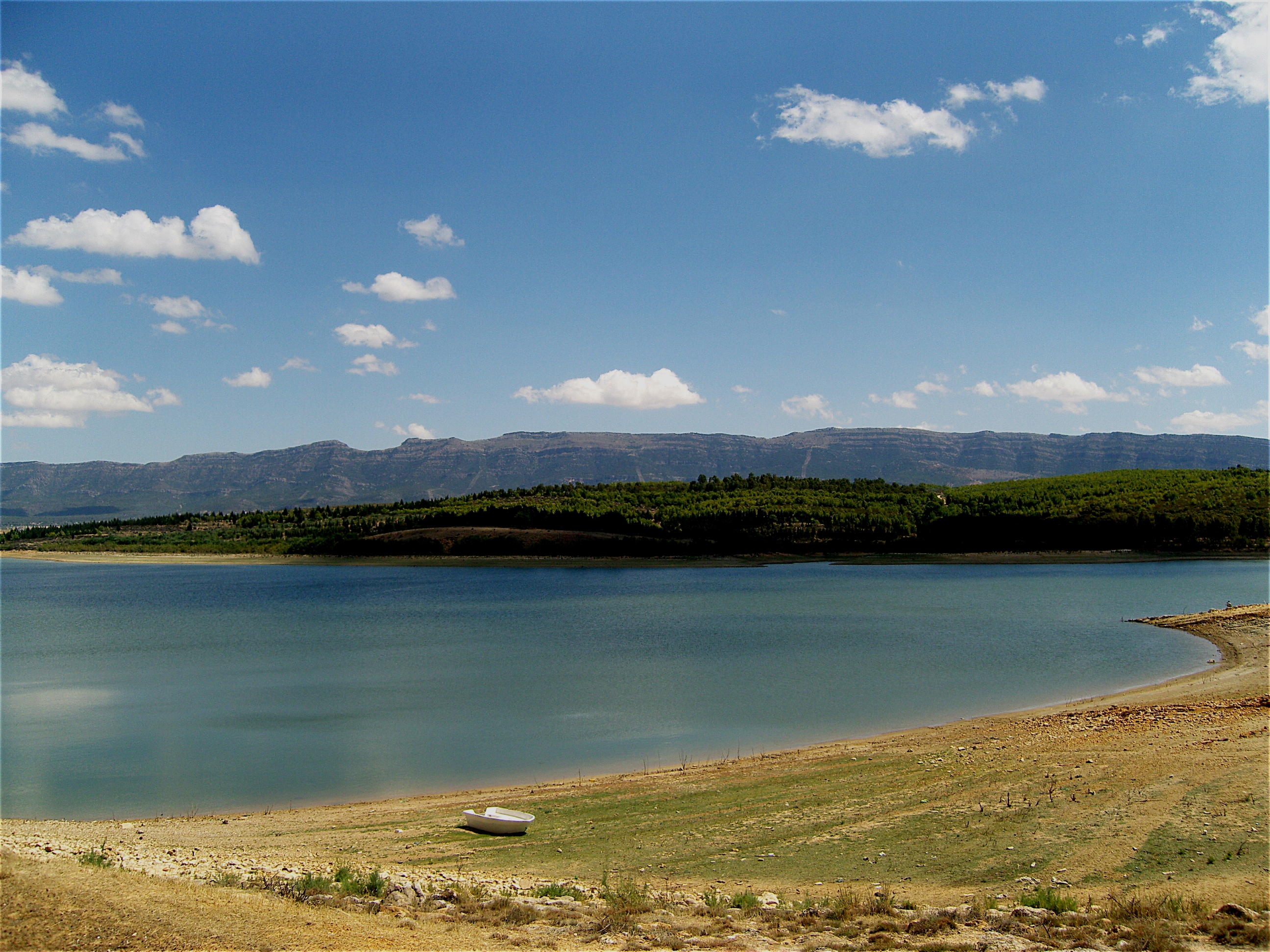
Djebel Serj und Barrage Lakhmess
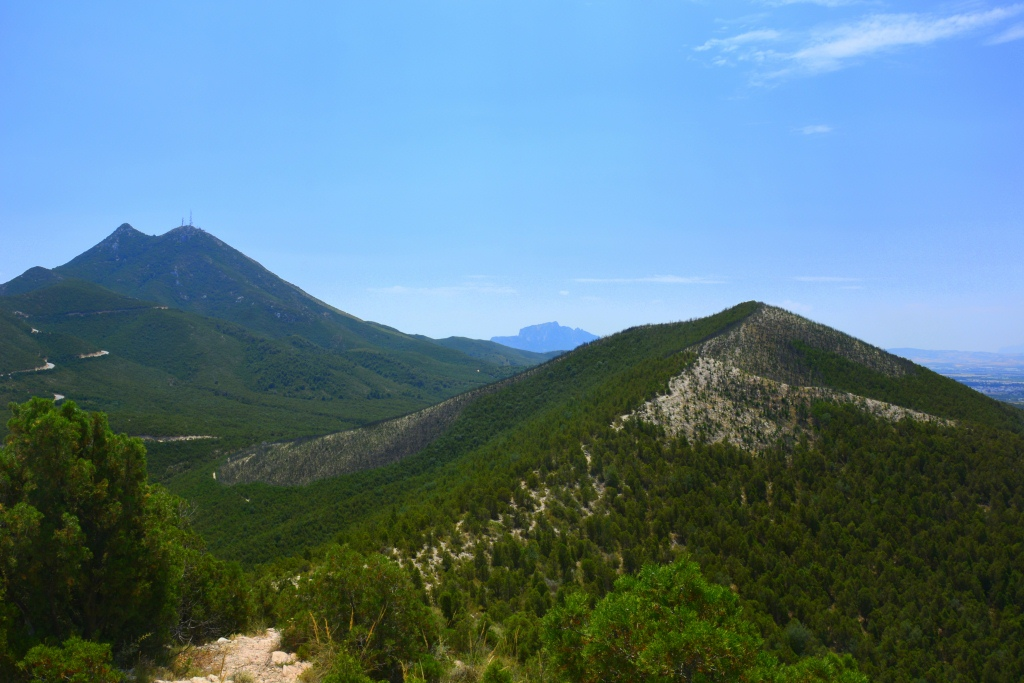
Nationalpark um den Djebel Boukornine

### Geologie
Die Gebirgslandschaften der Dorsale bestehen aus Kalkgesteinen, die einer starken Prägung durch Transversalfalten und querlaufenden Verwerfungen unterliegen. Die Senkungsgebiete zwischen den Gebirgsstrukturen sind meist pliozänen Alters.
In einigen Bereichen sind Karrenformen vorhanden, die auf eine intensive Verwitterungsperiode während pleistozäner Kaltzeiten zurückzuführen sind und noch heute in der jährlichen Periode kurzzeitiger Schneebedeckung den Auswaschungen unterliegen. Stellenweise haben sich durch die Kalksteinverwitterungen Terra-rossa-ähnliche Böden gebildet. An den Bergflanken wurden zahlreiche Felsgrotten und kleinere Tropfsteinhöhlen ausgewaschen.
Das vorherrschende Kalkgestein entstammt Ablagerungszyklen aus dem unteren Jura und der älteren Kreidezeit. Es handelt sich weitgehend um Riffkalke. Die verbreiteten Geländeformen dieser Gesteinsablagerungen sind bizarre Felsen mit schroffen Felswänden und natürlichen turmartigen Bauten.
Verwitterungsvorgänge haben während der jüngeren Kreidezeit und dem Tertiär in den Subsidenzzonen mehrere Sedimentbecken erzeugt. Die Fußregionen der Gebirgsareale sind überwiegend von eozänen (südliche Bereiche) und unterkretazischen (nördliche Bereiche) Mergeln bestimmt.

## Sehenswürdigkeiten
Abgesehen von der reizvollen Landschaft mit ihren Naturparks gibt es in der Dorsale eine Vielzahl von Ruinen antiker Bauwerke oder ganzer Städte. Hervorzuheben sind die antiken Anlagen von Mactaris und deren musealer Bereich. Das Aquädukt von Zaghouan aus römischer Zeit ist auf langer Strecke erhalten geblieben. Ebenfalls erwähnenswert ist die prähistorische Nekropole mit einer Vielzahl von Steingräbern (Dolmen) auf dem Djebel Gorra.

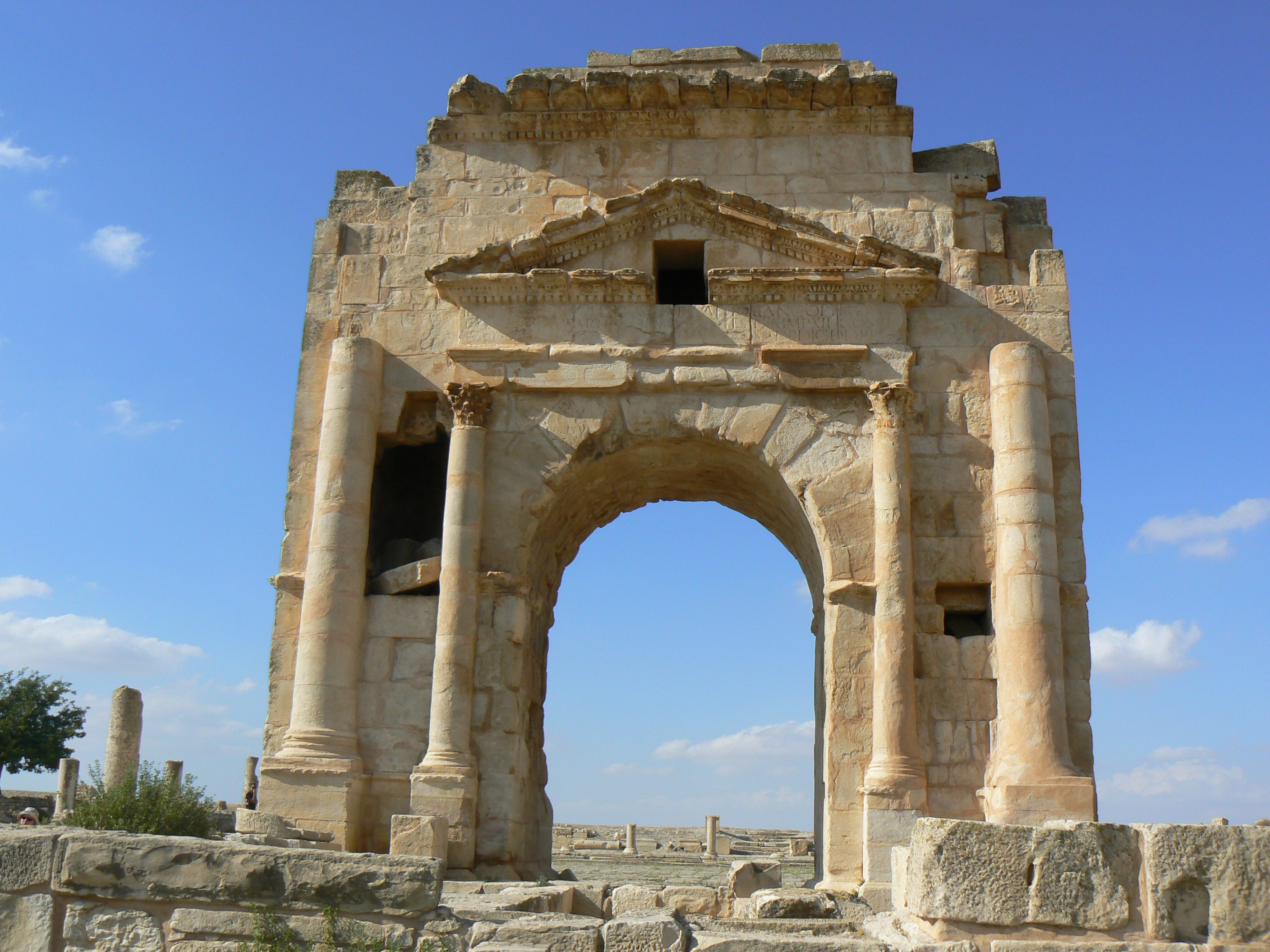
Trajansbogen auf dem Forum von Mactaris
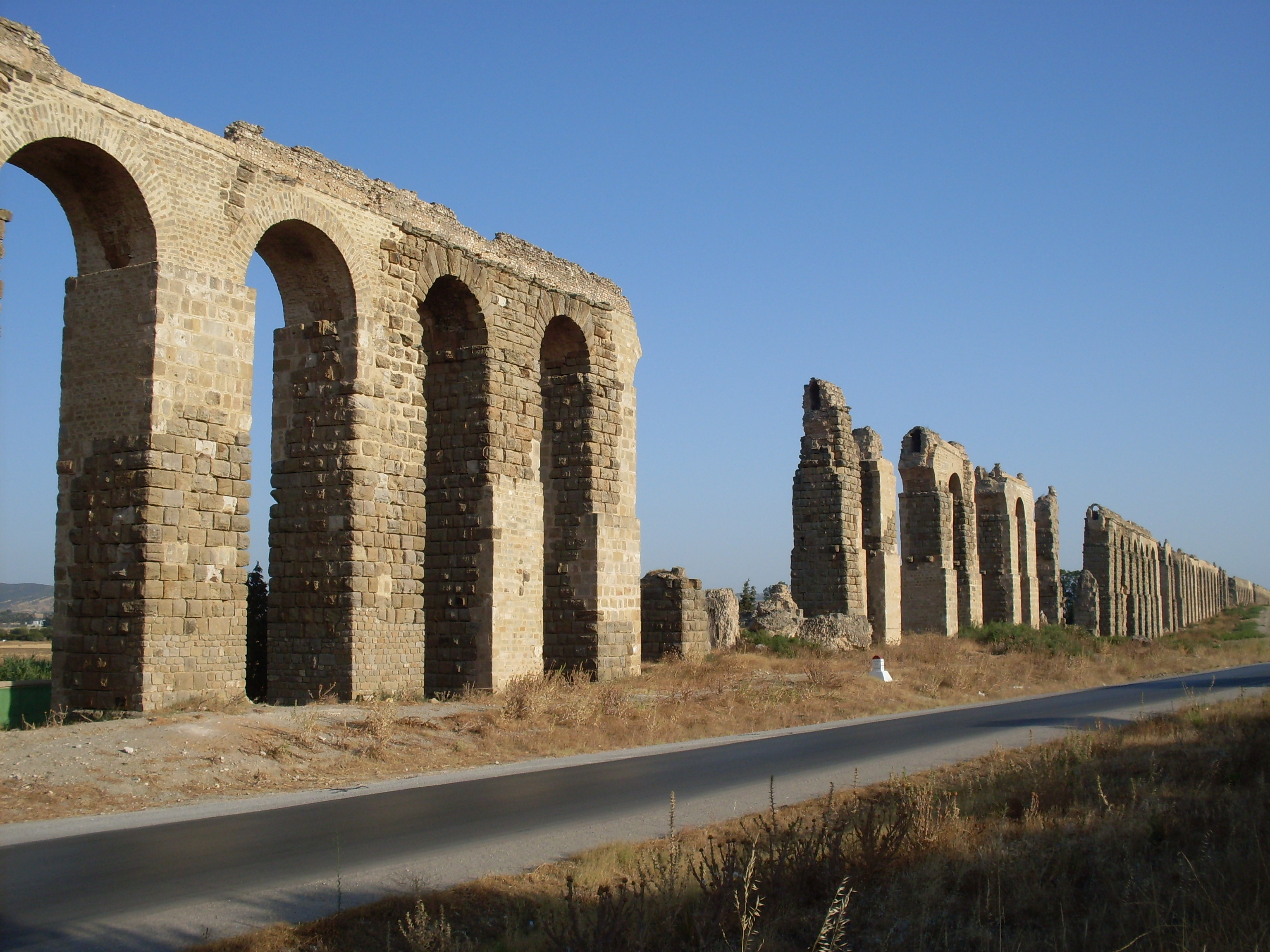
Römischer Aquädukt bei Zaghouane
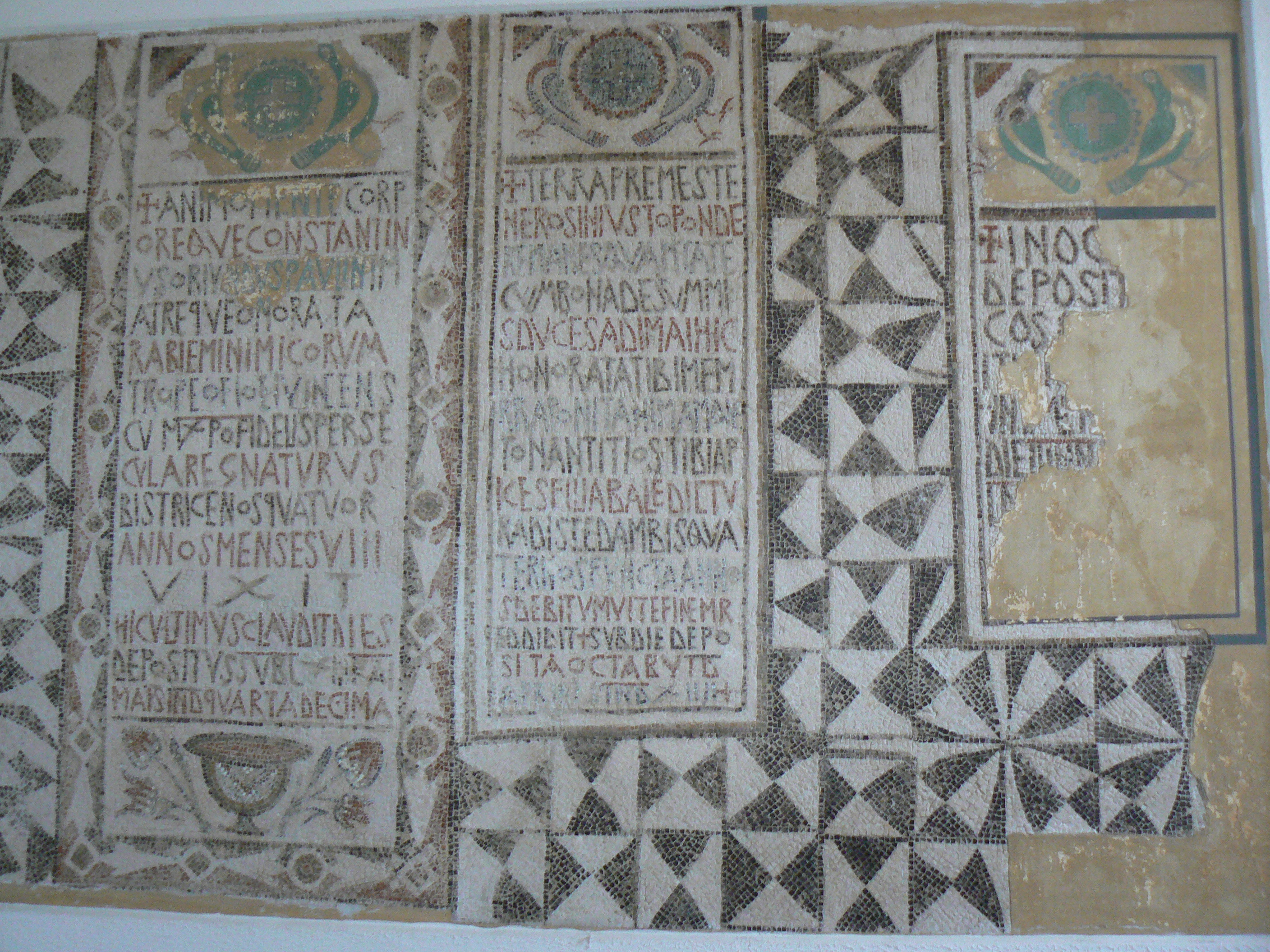
Mosaike im Museum von Maktar
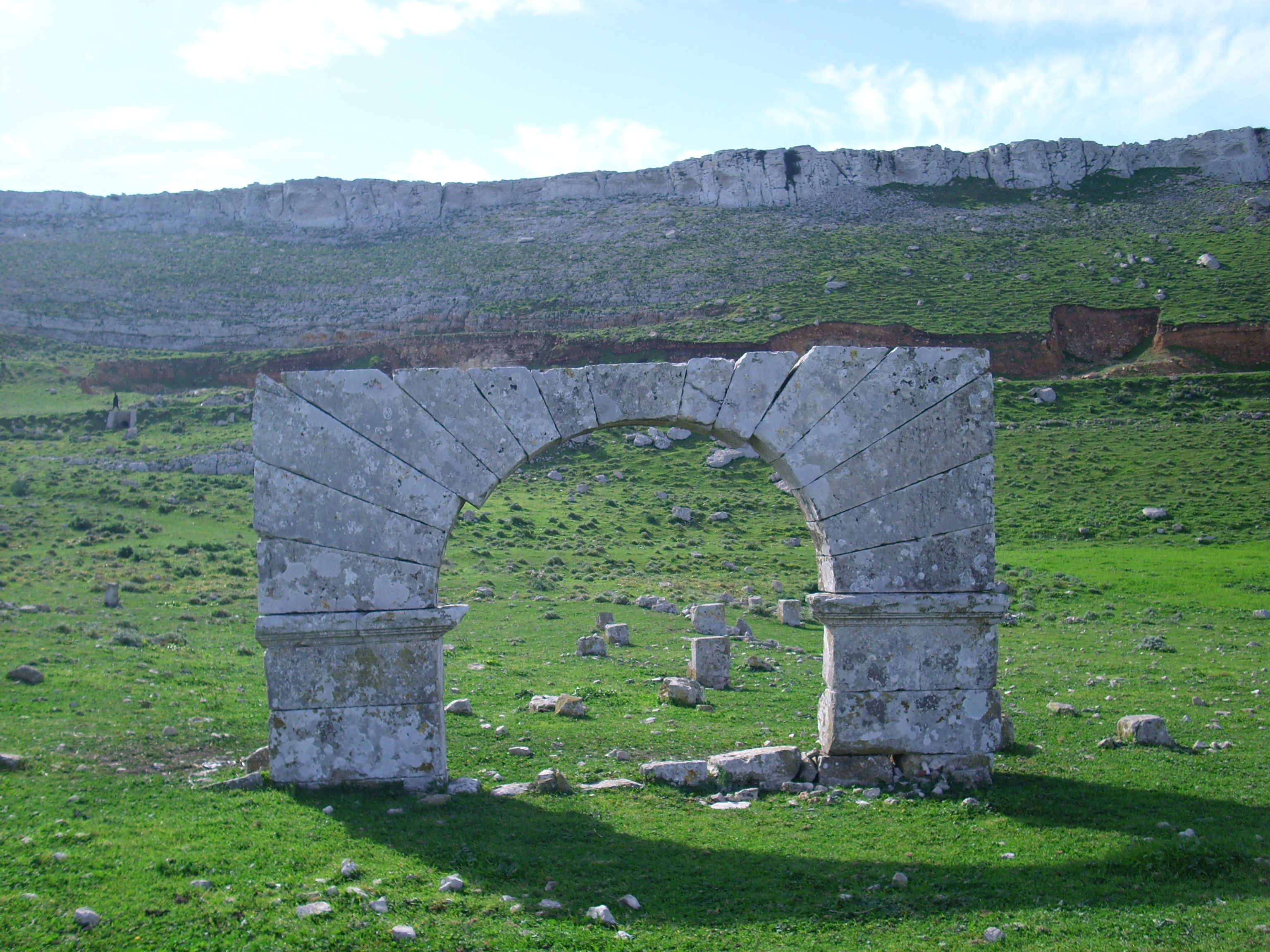
Djebel Gorra mit dem Bogen von Kouchbatia
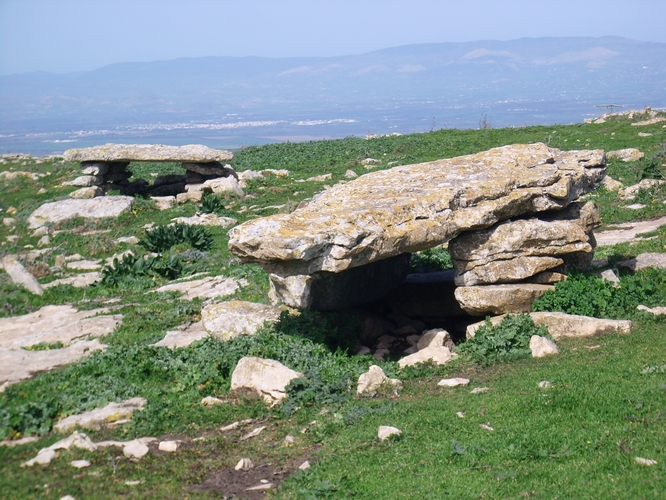
Dolmen auf dem Djebel Gorra

## Verkehr
Trotz seiner Attraktivität liegt die Dorsale zumeist abseits der klassischen Touristenrouten, besonders wenn man die Hauptverkehrsadern verlässt.
Der zentrale Bereich der Dorsale ist mit der Regionalstraße P 4 erschlossen, die der Gebirgsrichtung folgend in El Fahs von der Route P 3 in südliche Richtung abzweigt und über Siliana nach Makthar führt.